# Westfalen (1905)
Le Westfalen est un navire de charge de la classe Franken, transformé en navire-catapulte par la Lufthansa pour la poste aérienne en océan Atlantique sud. Pendant la Seconde Guerre mondiale, il sert de base flottante et pour le transport de munitions et de troupes.

## Histoire
Livré le 30 décembre 1905, le navire est affecté à la ligne entre Brême et l'Australie. Quand la Première Guerre mondiale éclate, il se trouve dans le port de Valparaiso. Il est alors immobilisé et son équipage interné. L'équipage, avant de le quitter, a détruit ses moteurs, le rendant inutilisable. Le 5 mai 1920, Westfalen quitte Valparaiso et est remorqué jusqu'à Bremerhaven, où il est réparé et modernisé. Il n'est pas donné aux Britanniques (tout comme les Reichspostdampfer Seydlitz, Yorck et les navires de charge Gotha, Göttingen et Holstein).
Le 3 janvier 1922, le navire fait son premier voyage vers l'Asie de l'Est. Le 1er juillet 1932, il est racheté par la Lufthansa et transformé en navire-catapulte par la Deutsche Schiff- und Maschinenbau à Brême et à Kiel.
Le 3 mai 1933, le Westfalen quitte Kiel et part en Amérique du Sud, faisant escale en France et en Espagne, pour servir de station de relais dans le trafic postal transatlantique. Le 19 mai 1933, il arrive avec les Dornier Do J D-2068 Passat et D-2069 Monsun devant Banjul et fait des essais jusqu'au 28 juin avec les hydravions dans l'océan et dans les ports de Banjul et de Natal. Ils montrent que les conditions météorologiques ont été sous-estimés et l'embarquement des hydravions est moins simple que prévu. En plus d'améliorations, on décide d'avoir un deuxième navire-catapulte plus adapté au temps et aux avions.
Le 31 octobre, le navire revient à Banjul pour une deuxième série d'essais. Outre le Passat et le Monsun, il y a le Dormier D-2399 Taifun, qui est plus lourd. On conclut à des défauts mineurs. Le 10 décembre, le navire retourne en Allemagne avec à son bord le Passat et le Taifun. 
Le 20 janvier 1934, le Westfalen vient à Banjul et, après quelques tests en mer et à Natal, reçoit son premier vol transatlantique le 5 février. La poste décide d'une ligne Stuttgart-Séville-Las Palmas de Gran Canaria-Banjul. De Gambie, les hydravions traversent l'Atlantique vers Natal, au Brésil. À 1 500 km de Banjul, à mi-chemin, les hydravions feront un amerrissage pour l'entretien et le ravitaillement. Le transport est interrompu de mai à juillet. Jusqu'à la fin de l'année, une flotte de quatre Dornier Do J de 10 tonnes sert au rythme d'un aller-retour par semaine.
Le 26 septembre 1934, le deuxième navire-catapulte, le Schwabenland, entre en service. Les deux navires stationnent des deux côtés de l'Atlantique sud. En avril 1938, le Westfalen est remplacé à Banjul par l'Ostmark afin de participer aux essais du Friesenland en Atlantique nord. Le dernier catapultage du Westphalen a lieu le 4 novembre 1938 devant Fernando de Noronha avec le Dornier Do 18 D-ARUN Zephir.
Le Westphalen participe en mars 1938 à la mise en place d'un nouveau record du monde de vol sur une longue distance. Un Dornier Do 18, le D-ANHR, est modifié à cette fin par Dornier. Comme Dornier n'a pas de pilotes ayant l'expérience des vols transatlantiques, il fait appel à des personnes de la Lufthansa, les capitaines Hans-Werner von Engel et Gundermann, le machiniste Helmut Rösel et l'opérateur radio Hans-Joachim Stein. Parti de Bremerhaven pour Banjul, le Westphalen qui transporte le D-ANHR fait escale à Dartmouth le 27 mars 1938. Il catapulte l'hydravion ravitaillé à 14h05. Le point de lancement a été choisi de telle sorte qu'il puisse voler jusqu'au Brésil sans s'arrêter. Deux jours plus tard, l'hydravion amerrit à Caravelas. Il établit un nouveau record mondial avec un vol de 8 392 km.
En février 1940, le Westphalen est réquisitionné par la Luftwaffe et sert de point militaire devant Hörnum à Sylt. Au cours de l'opération Weserübung en avril, il sert au transport de munitions et de troupes.
En mai 1941, le navire vient à Trondheim, en 1942 dans l'Altafjord puis en 1943 de nouveau à Trondheim pour des vols de reconnaissance de Blohm & Voss BV 138.
Le 7 septembre 1944, le Westphalen quitte la Norvège avec 200 soldats allemands, 50 prisonniers norvégiens et 25 prisonniers allemands. Les prisonniers qui doivent être amenés en Allemagne sont tout en bas dans le navire. Le lendemain, il entre dans le Cattégat avec une mer forte. À 11h15, il y a au gaillard une forte explosion suivie d'une autre la minute d'après. Le navire a touché deux mines. Il se casse et coule rapidement. Les prisonniers sont libérés quand il commence à couler. À bord, c'est la panique pour être dans les canots de sauvetage. Il y a 78 survivants, dont cinq prisonniers norvégiens. 35 corps de personnes norvégiennes, dont les résistants Petter Moen, Reidar Olaf Østlid, Erling August Moi, Sverre Lid et Ansgar Sørlie, sont retrouvées et enterrées près de la cathédrale de Göteborg.
L'épave peut être visitée aujourd'hui, à 34 m de profondeur.

## Source de la traduction
- (de) Cet article est partiellement ou en totalité issu de l’article de Wikipédia en allemand intitulé « Westfalen (Schiff, 1905) » (voir la liste des auteurs).